# Strunga (gmina)
Strunga – gmina w Rumunii, w okręgu Jassy. Obejmuje miejscowości Brătulești, Crivești, Cucova, Fărcășeni, Fedeleșeni, Gura Văii, Hăbășești i Strunga. W 2011 roku liczyła 3879 mieszkańców.